# 셔터 속도

셔터 속도는 움직이는 물체의 겉모습에 동적인 임팩트를 줄 수 있다. 또, 조리개 값을 조절하여 적절한 노출을 수행해야 한다.

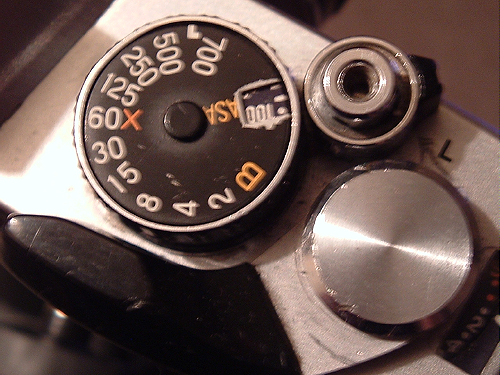
Fujica STX-1의 셔터 속도 다이얼을 찍은 사진이다.

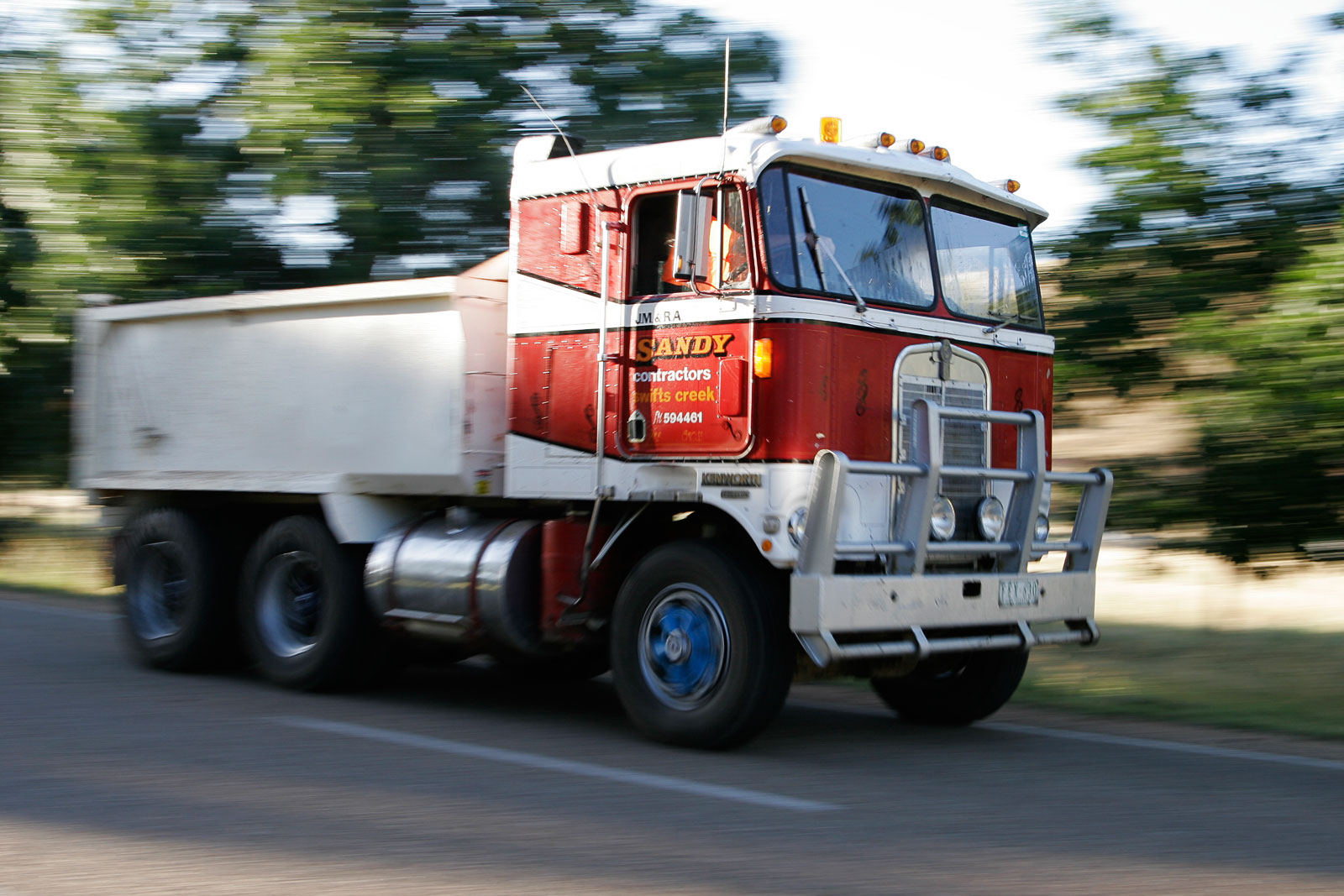
사진기를 상하좌우로 흔들며 느린 셔터 속도를 사용하면 움직이는 물체에 모션 블러 효과를 낼 수 있다.

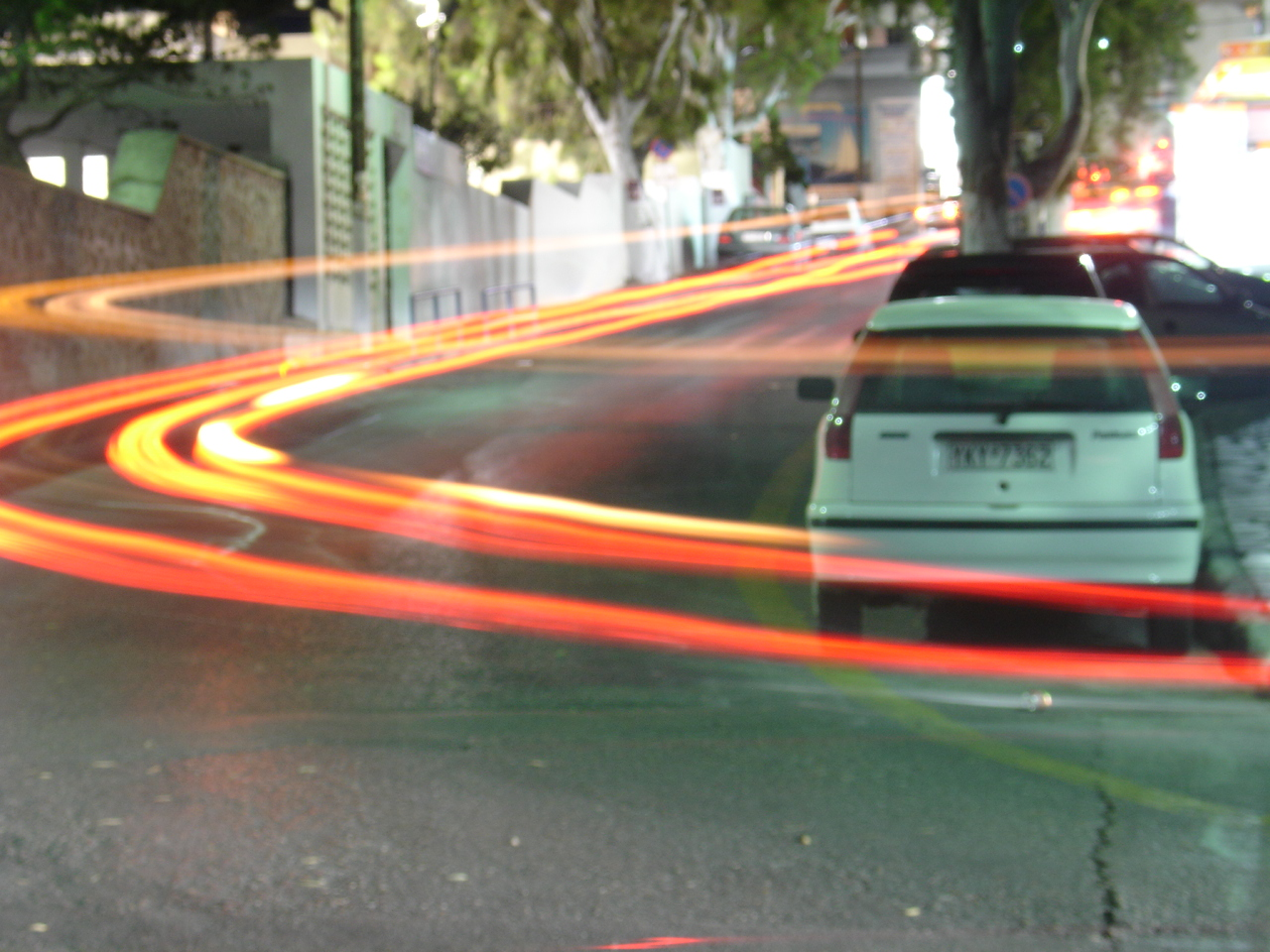
어두운 밤길을 찍은 사진 (노출 시간은 20초)

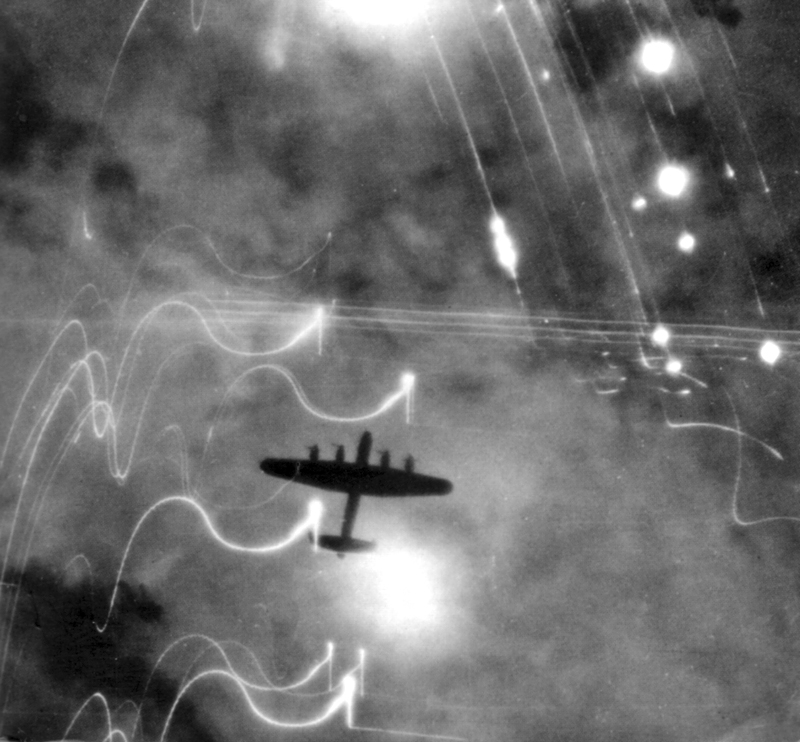
함부르크 위의 아브로 랜캐스터기─노출 시간을 길게 잡고 밤에 움직이는 비행기를 찍으면 굽은 줄을 만들어 낸다.

사진 촬영에서 셔터 속도, 셔터 스피드(영어: shutter speed)는 셔터가 열리는 시간의 길이를 말한다. 전체 노출은 노출 시간, 곧 이미지 센서나 필름에 빛이 도달하는 시간과 비례한다.

## 개요
느린 셔터 속도는 보통 빛이 거의 없는 환경에 쓰인다. 다시 말해, 셔터가 닫힐 때까지의 시간을 확장하여 받아들이는 빛의 양을 늘릴 수 있다. 사진술의 기본 원칙인 노출은 디지털 카메라와 필름에 쓰이며 영화와 같은 곳에서는 셔터를 사용하면 이미지 센서에서 효과적으로 노출을 제어한다.
셔터 속도는 초 단위로 측정한다. 사진술의 일반 셔터 속도는 1초에 1/125를 사용한다. 셔터 속도는 노출뿐 아니라 사진의 움직임을 바꿀 수 있다. 매우 짧은 셔터 속도는 빠르게 움직이는 물체를 멈추게 할 때 쓰인다. 이를테면 스포츠 행사 등에 쓰면 효과적이다. 매우 긴 셔터 속도는 예술적인 효과를 위해 움직이는 물체에 고의적으로 블러 효과를 사용하는 데 쓰인다.
조리개를 조절하면 피사체 심도를 제어하며, 이러한 조절은 셔터 속도 변경과 병행하면서 수행해야 한다.
초기 사진술에서 사용했던 셔터 속도는 ad hoc에 가까웠다. 셔터 속도의 표준은 다음과 같다:
|  | - 1/1000 초 - 1/500 초 - 1/250 초 - 1/125 초 |  | - 1/60 초 - 1/30 초 - 1/15 초 - 1/8 초 |  | - 1/4 초 - 1/2 초 - 1 초 |

카메라 셔터는 한 두 가지의 다른 설정을 포함하여 매우 긴 노출을 가능하게 만들어 준다:
- B (Bulb, 전구) — 셔터 개방을 유지하고 있는 동안은 셔터를 계속 개방해 둔다
- T (Time, 시간) — 셔터 개방을 다시 누를 때까지 셔터를 계속 개방해 둔다

## 영화 촬영의 셔터 공식
영화 촬영에서 셔터 속도는 프레임 레이트와 셔터 각도의 함수를 말한다. 대부분의 영화 촬영 카메라는 165도나 180도의 셔터 각도를 가지고 회전하는 셔터를 사용한다. 이로써 초당 표준 24 프레임에서 필름이 대략 1/48 또는 1/50 초에 노출하게 만들어 준다.
E는 노출, F는 초당 프레임, S는 셔터 각도이다.
{\displaystyle E={\frac {F\cdot 360^{\circ }}{S}}}
{\displaystyle S={\frac {F\cdot 360^{\circ }}{E}}}

## 참조
1. ↑  Lee Frost (2000). 《The Complete Guide to Night and Low-Light Photography》. Amphoto Books. ISBN 0817450416.
2. ↑  Ralph Eric Jacobson;  외. (2000). 《Manual of Photography: A Textbook of Photographic and Digital Imaging》 Nin판. Focal Press. ISBN 0240515749.
3. ↑  Kahn, Cub (1999). 《Essential Skills for Nature Photography》. Amherst Media. ISBN 1584280093.
4. 1 2  Blain Brown (2002). 《Cinematography: Theory and Practice : Imagemaking for Cinematographers, Directors & Videographers》. Focal Press. ISBN 0240805003.

## 같이 보기
- 노출 (사진술)
- 셔터
- F 값
- 노출값